# Reducció de Wolff-Kishner
La reducció de Wolff-Kishner és una reacció química que redueix completament una cetona (o aldehid) a un alcà.
Originalment, el mètode involucrava l'escalfament de la hidrazona amb etòxid de sodi en un reactor tancat a prop de 200 °C. S'ha trobat que d'altres bases són igualment efectives.
S'han publicat algunes revisions.

## Mecanisme de reacció
El mecanisme més probable involucra l'eliminació d'un anió alquil en el pas final:
El mecanisme involucra primer la formació de la hidrazona, en un mecanisme que és probablement anàleg a la formació d'una imina. Una successió de deprotonacions resulten finalment en l'evolució del nitrogen. El mecanisme pot ser justificat per l'evolució del nitrogen degut a factors termodinàmics.

## Modificació de Huang-Minlon
La modificació de Huang-Minlon és una convenient modificació a la reducció de Wolff-Kishner i involucra escalfar el compost de carbonil, hidròxid de potassi i hidrazina juntament amb etilenglicol en una síntesi d'un sol pas.